# 庫希略區
6°06′25″S 78°34′26″W / 6.1070°S 78.5739°W
庫希略區（西班牙語：Distrito de Cujillo），是秘魯的一個區，位於該國北部卡哈馬卡大區的庫特爾沃省，面積108.9平方公里，海拔高度1,760米，2005年人口2,998，人口密度每平方公里28人。